# Vanessa del Rio
Vanessa del Rio, née Ana Maria Sanchez le 31 mars 1952 à Harlem, est une actrice pornographique américaine.

## Biographie
Fille d'immigrants cubain et porto-ricains, elle grandit à Harlem et va dans une école catholique.
De 1974 à 1999, elle tourne plus de 200 films pornographiques et devient la première femme métisse hispanique dans ce milieu. En 1986, elle joue dans The Devil in Miss Jones 3: A New Beginning. Elle arrête provisoirement les films pour adultes, en partie à cause de la crainte du SIDA. Puis elle reprend brièvement les tournages dans le milieu de la pornographie jusqu'en 1999. Elle poursuit ensuite sa carrière à travers son site web et en faisant des apparitions lors de cérémonies et des conférences aux États-Unis.
Elle est considérée comme une des premières « Anal Queen » de l'industrie du porno et est appréciée pour son sourire et son sens de l'humour.
Sa popularité est énorme, car son nom apparaît dans plusieurs chansons hip-hop comme Ice Cube - Roll All Day, Gangsta Boo, Nelly et Funkmaster Flex, ou le clip Get Money du groupe Junior M.A.F.I.A. et I Need You Tonight :

« Man I'll do things to you,

Vanessa del Rio would be shamed to do »
« Mec je te ferai des choses 

que même Vanessa del Rio aurait honte de faire »

— Lil' Kim et Junior M.A.F.I.A. : I Need You Tonight
En 2007, Dian Hanson lui consacre un livre, Vanessa del Rio : Fifty Years of Slightly Slutty Behavior, publié aux éditions Taschen.

## Récompenses et nominations
- 1980 : CAFA Award for Best supporting actress (meilleur second rôle) pour Dracula exotica ;
- 1981 : CAFA Award for Best supporting actress pour Dancers ;
- AVN Hall of Fame, Adult Video News (AVN) ;
- XRCO Hall of Fame X-Rated critics organization.

### Nominations
XRCO Award 1985
- Best Kinky Scene pour Viva Vanessa the Undresser (1984) partagé avec Renee Summers et George Payne ;
- Best Single Female Performance of the Year pour Viva Vanessa the Undresser (1984) ;
- Orgasmic Oral Scene pour Viva Vanessa the Undresser (1984) partagé avec David Scott.

## TV guest apparition
- New York Police Blues, (épisode 3.15) Head Case (1996) ;
- SexTV UFO Sex: The Raelians/Jackinworld.com/Vanessa del Rio (2005).

### Filmographie pornographique
- China Doll (1974)
- Virgin Snow (1976)
- Dominatrix Without Mercy (1976)
- Come with Me, My Love (1976)
- The Night of Submission (1976)
- Midnight Desires (1976)
- Appointment with Agony (1976)
- Forbidden Ways (1976)
- That Lady from Rio (1976)
- Fury in Alice (1976)
- Domination Blue (1976)
- Temptations (1976)
- Blue Voodoo (1977)
- The Fire in Francesca (1977)
- Joy of Humiliation (1977)
- Teenage Bikers (1977)
- Reunion (1977)
- Odyssey (1977)
- Breaker Beauties (1977)
- Take Off (1978)
- Let Me Die a Woman (1978)
- Anal Ultra Vixens (1979)
- Babylon Pink (1979)
- Jack 'n' Jill (1979)
- Her Name Was Lisa (1979)
- Fulfilling Young Cups (1979)
- Co-Ed Fever (1980)
- Vanessa's Hot Nights (1980)
- Sue Nero's Fantasies (1980)
- Dracula Exotica (1981)
- Double Pleasure (1982)
- When She Was Bad (1983)
- Maid in Manhattan (1984)
- The Devil in Miss Jones 3: A New Beginning (1986)
- Dr. Lust (1986)
- Girls Who Dig Girls 1, 5, 6, 9 (1986)
- Doctor Lust (1987)
- The Best of Vanessa del Rio (1987)
- Double Penetrations 2 (1987)